# Distrito de Uticyacu
El Distrito de Uticyacu es uno de los once que conforman la Provincia de Santa Cruz, del departamento de Cajamarca, bajo la administración del Gobierno Regional de Cajamarca, en el norte central del Perú.
Desde el punto de vista jerárquico de la Iglesia católica forma parte de la Diócesis de Chiclayo, sufragánea de la Arquidiócesis de Piura.

## Historia
Fue creado como distrito el 1 de octubre de 1941 por Ley dada en el primer gobierno del Presidente Manuel Prado Ugarteche.

## Geografía
El distrito tiene una extensión de 43,38 kilómetros cuadrados. 

## Población
Uticyacu cuenta con una población de 1 668 habitantes, y tiene una densidad de 38,1 habitantes por km² (INEI 2005). 

## Capital
La capital del distrito es el poblado de Uticyacu. Está situada a 2 312 m s. n. m.

## Autoridades

### Municipales
- 2011 - 2014[3]
  - Alcalde: Pepe Alarcón Vásquez, del Movimiento Regional Fuerza Social Cajamarca (FS).
  - Regidores: Dorila Cubas Linares (FS), Segundo José Bustamante Castillo (FS),  Juanito Díaz Gonzales (FS), Segundo Rómulo Paredes Tapia (FS), Asunción Demetrio Vásquez Campos (Cajamarca Siempre Verde – Fuerza 2011).[4]
- 2019 - 2022
  - Alcalde: Segundo Celso Mejía Vargas.

### Policiales
- Comisario:  PNP.

### Religiosas
- Diócesis de Chiclayo[5]
  - Administrador apostólico: Mons. Ribert Francis Prevost, OSA.